# Каллия
Каллия — святая, время и место жизни неизвестны, память 12 февраля или 22 мая по разным источникам.
Известны две святые с таким именем: одна  — дева, другая константинопольская благотворительница, описанная в житии своей дочери Фомаиды Лесбосской. Разные исследователи имеют разное мнение об отождествлении этих двух Каллий. О первой сохранился только канон, в котором она описана как «девственным блеском сияющая», «дев украшение» и т. п.
Вторая, по информации из «Хожения» монаха Зосимы, начала XV века, была замужем за богатым, но жадным торговцем. После большой растраты его денег на благотворительность, была им замучена до смерти. После того, как её мощи прославились чудотворениями, по распоряжению патриарха Антония в конце IX века для её мощей была выстроена женская обитель.
Православная энциклопедия ставит под сомнение эти данные, указывая на неизвестность обители, в которой якобы хранились мощи по информации из «Хождения», а также на схожесть жизнеописания с дочерью Фомаидой. 